# Rakuten
Rakuten, Inc. (楽天株式会社 Rakuten Kabushiki-gaisha, Lạc Thiên Chu thức hội xã) (phát âm tiếng Nhật: [ɾakɯten]), cách điệu là "Rakuten", là một công ty thương mại điện tử và Internet của Nhật Bản có trụ sở tại Tokyo, được thành lập vào năm 1997 bởi Mikitani Hiroshi. Nền tảng Rakuten Ichiba của tập đoàn là trang web thương mại điện tử lớn nhất tại Nhật Bản, đã khiến công ty  có doanh số lớn thứ bảy trên thế giới. Công ty vận hành một ngân hàng Internet lớn nhất Nhật Bản và sở hữu thẻ tín dụng hàng đầu theo giá trị giao dịch. Công ty cung cấp thương mại điện tử, fintech, dịch vụ truyền thông cho một tỷ người dùng toàn cầu và hoạt động tại 29 quốc gia và vùng lãnh thổ. Công ty thường được gọi là "Amazon của Nhật Bản".
Năm 2005, Rakuten bắt đầu mở rộng ra bên ngoài Nhật Bản, chủ yếu thông qua việc mua lại và liên doanh. Các vụ mua lại phổ biến của công ty bao gồm Enbates, Buy.com (nay là Rakuten.com ở Mỹ), PriceMinister (ở Pháp), Ikeda (nay là Rakuten Brasil), Tradoria (nay là Rakuten Deutschland), Play.com (nay là Rakuten.co.uk ở Anh), Wuaki.tv (nay là Rakuten TV ở Tây Ban Nha), Kobo Inc. (nay là Rakuten Kobo ở Canada), Viber (nay là Rakuten Viber), Viki (nay là Rakuten Viki), OverDrive, Inc. (nay là Rakuten Slice) và The Grommet. Công ty cũng có một doanh nghiệp tiếp thị trực tuyến, Rakuten Marketing, và có các khoản đầu tư vào các công ty như Pinterest, Ozon.ru, AHA Life, Lyft, Cabify, Careem, Carousell và Acorns.
Vào năm 2015, Rakuten chuyển trụ sở công ty từ Shinagawa đến khu phố Tamagawa ở Setagaya-ku, để củng cố các văn phòng tại Tokyo và cho phù hợp với sự phát triển trong tương lai. Trong năm 2016, doanh thu công ty đạt 7,2 tỷ đô la với lợi nhuận hoạt động khoảng 347.9 triệu đô. Đến tháng 6 năm 2017, Rakuten báo cáo có tổng cộng 18,547 nhân viên hoạt động trong công ty trên toàn thế giới.
Vào ngày 16 tháng 11 năm 2016, Rakuten công bố hợp đồng trị giá 220 triệu euro để tài trợ cho câu lạc bộ bóng đá Tây Ban Nha FC Barcelona bắt đầu từ mùa giải La Liga 2017–2018 cho đến năm 2020. Viber của Rakuten cũng sẽ là phương tiện truyền thông chính thức của FC Barcelona. Vào tháng 5 năm 2018, Rakuten đã khởi động một dự án mạng di động không dây mới tại Nhật Bản.

## Lịch sử

### Những năm đầu (1997–1999)

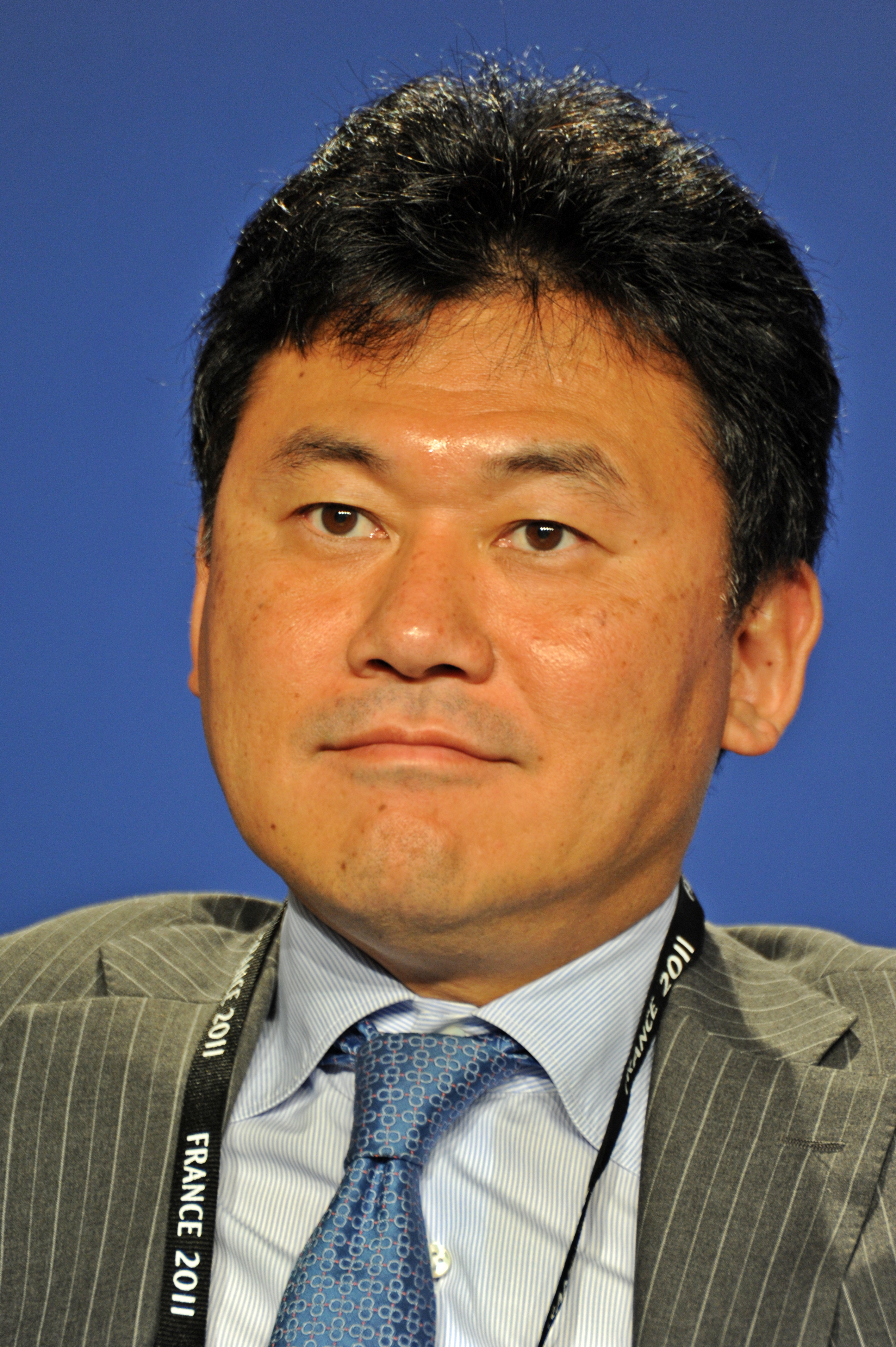
Mikitani Hiroshi, người sáng lập và CEO của Rakuten

Rakuten được thành lập dưới tên MDM, Inc. bởi Mikitani Hiroshi vào ngày 7 tháng 2 năm 1997. Thị trường mua sắm trực tuyến Rakuten Shopping Mall (楽天市場 Rakuten Ichiba) chính thức ra mắt vào 1 tháng 5 năm 1997. Tên công ty được đổi thành Rakuten, Inc. vào tháng 6 năm 1999. Trong tiếng Nhật, "rakuten" (楽天, "Lạc thiên") có nghĩa là "sự lạc quan".
Mikitani, là một cựu nhân viên ngân hàng ở Đại học Harvard đã hình dung trang web là một trung tâm mua sắm trực tuyến. Dịch vụ được cung cấp với một khoản phí nhỏ với số lượng lớn thương nhân.

### Thập niên 2000
Công ty đã công khai qua IPO trên thị trường JASDAQ vào ngày 19 tháng 4 năm 2000. Vào thời điểm đó, thị trường trực tuyến của Rakuten có tới 2.300 cửa hàng và 95 triệu lượt xem trang mỗi tháng, khiến nó trở thành một trong những trang web phổ biến nhất tại Nhật Bản.
Vào tháng 3 năm 2001, dịch vụ đặt phòng khách sạn trực tuyến Rakuten Travel được ra mắt. Tháng 11 năm đó, chương trình Rakuten Super Point, một chương trình khách hàng thân thiết, được giới thiệu.
Vào tháng 9 năm 2004, Rakuten đã phát triển các doanh nghiệp tài chính của mình bằng cách mua lại công ty về tiêu dùng Aozora Card Co., Ltd., nay là Rakuten Card Co., Ltd. Công ty bắt đầu cung cấp thẻ tín dụng Rakuten vào năm 2005. Đến tháng 11 năm 2016, thẻ Rakuten đã nằm vào tay hơn 13 triệu người và gần 40% doanh thu của Rakuten là đến từ các dịch vụ tài chính, vì nó điều hành ngân hàng Internet lớn nhất và là công ty tín dụng lớn thứ ba của Nhật Bản. Năm 2016, công ty đã giới thiệu Rakuten Pay, một hệ thống thanh toán là ứng dụng điện thoại thông minh.
Tháng 10 năm 2005, Công ty Bóng chày Rakuten được thành lập để ứng cử CLB thành viên mới tham gia chi giải Pacific League thuộc hệ thống Nippon Professional Baseball. Trong đó, Rakuten đã đánh bại ứng cử viên còn lại là Livedoor, dẫn tới việc thành lập CLB bóng chày Tohoku Rakuten Golden Eagles có trụ sở tại Sendai, tỉnh Miyagi.
Vào tháng 12 năm 2005, Rakuten thành lập Viện Công nghệ Rakuten tại Tokyo, một bộ phận phụ trách nghiên cứu và phát triển.

### Những năm 2010
Năm 2011, Rakuten bắt đầu mở rộng ra bên ngoài Nhật Bản, với những động thái nổi bật là cổ phần từ nhà xuất bản sách điện tử Canada Kobo Inc. và việc đầu tư vào Pinterest. Năm 2011, Rakuten ra mắt Rakuten Belanja Online ở Indonesia. Cuối năm 2012, Rakuten đã chuyển sang bán lẻ trực tuyến tại Áo, Canada, Tây Ban Nha, Đài Loan và Thái Lan, cũng như thâm nhập vào các thị trường du lịch trực tuyến như ở Pháp với Voyager Moins Cher.com và ở Trung Quốc, Hồng Kông, Hàn Quốc, Đài Loan với nền tảng du lịch Rakuten Travel. Để tăng khả năng cạnh tranh toàn cầu và tiếp cận với những người không nói tiếng Nhật, Rakuten đã quyết định sử dụng tiếng Anh làm ngôn ngữ chính thức của công ty bắt đầu từ năm 2012. Vào năm 2016, gần 40% kỹ sư của công ty tại Nhật Bản là người ngoài nước.
Vào tháng 3 năm 2015, Rakuten bắt đầu chấp nhận bitcoin trên các thị trường của mình. Rakuten ủng hộ tích cực tiềm năng của bitcoin và là một trong những công ty lớn đầu tiên chấp nhận thanh toán bằng bitcoin.
Năm 2016, Rakuten đóng cửa các trang web bán lẻ của nó tại Anh, Tây Ban Nha, Áo, Singapore, Indonesia và Malaysia.
Vào ngày 16 tháng 11 năm 2016, Rakuten đã đồng ý hợp tác suốt bốn năm với câu lạc bộ bóng đá FC Barcelona. Thỏa thuận sẽ chứng kiến Rakuten trở thành đối tác toàn cầu chính của FC Barcelona bắt đầu từ mùa giải 2017–18, với tên của công ty xuất hiện trên chiếc áo đội. Thỏa thuận này tốn 220 triệu euro và bao gồm tùy chọn gia hạn thêm một năm.
Rakuten hợp tác với Blackstorm Labs có trụ sở tại California để ra mắt nền tảng trò chơi trực tuyến R Games vào tháng 4 năm 2017, có khoảng 15 trò chơi miễn phí được tối ưu hóa cho điện thoại thông minh, bao gồm Pac-Man và Space Invaders. Các trò chơi dựa trên HTML5, có thể chơi trên mọi thiết bị và trên mọi nền tảng. Rakuten có kế hoạch tích hợp R Games vào ứng dụng nhắn tin Viber.
Vào tháng 9 năm 2017, Rakuten ký một hợp đồng ba năm trị giá 60 triệu đô la để trở thành nhà tài trợ cho miếng vá áo ở mặt trước đồng phục Golden State Warriors của NBA.
Rakuten hợp tác với Walmart để thúc đẩy sách điện tử vào tháng 1 năm 2018.

## Dịch vụ
Tập đoàn Rakuten sỡ hữu ổng cộng 70 loại doanh nghiệp, bao gồm:
- Mua sắm trực tuyến
- Ngân hàng
- Thẻ tín dụng và thanh toán
- Phương tiện truyền thông
- Đặt phòng du lịch
- Thể thao
- Video theo yêu cầu
- Phân tích dữ liệu và tiếp thị
- Sách điện tử
- Phân phối sách
- Thời trang
- Tin nhắn di động

## Công ty con
Các doanh nghiệp và công ty con của Rakuten:
- Aquafadas
- Alpha Direct Services
- Crimson Football Club
- Curbside Inc.
- Daily Grommet
- Dot Commodity, Inc.
- Ebates Inc.
- Fablic
- Fits.Me Holdings Limited
- Keiba Mall, Inc.
- Kenko.com. Inc.
- LinkShare Japan K.K.
- Net's Partners, Inc.
- O-net, Inc.
- Priceminister S.A.S
- PT.Rakuten-MNC
- Rakuten Auction Inc.
- Rakuten Austria GmbH
- Rakuten Baseball, Inc.
- Rakuten Bank, Ltd.
- Rakuten Brazil Internet Service Ltda.
- Rakuten.co.uk (formerly Play.com)
- Rakuten Card Co., Ltd
- Rakuten Commerce
- Rakuten Communications Corp.
- Rakuten Coupon
- Rakuten Deutschland GmbH
- Rakuten Edy, Inc.
- Rakuten EMOBILE, Inc.
- Rakuten Enterprise Inc.
- Rakuten Europe Bank S.A.
- Rakuten India Enterprise Pvt.Ltd.
- Rakuten India Inc
- Erakuten Online India Pvt.Ltd.
- Rakuten Insight, Inc.
- Rakuten Insurance Planning Co., Ltd.
- Rakuten Investment Management, Inc.
- Rakuten Kobo Inc.
- Rakuten Life Insurance Co. Ltd.
- Rakuten LinkShare (formerly LinkShare Corporation)
- Rakuten Logistics, Inc.
- Rakuten Loyalty (formerly FreeCause)
- Rakuten Malaysia Sdn. Bhd.
- Rakuten Marketing
- Rakuten Mart
- Rakuten MediaForge, Inc.
- Rakuten OverDrive
- Rakuten Securities, Inc.
- Rakuten Shashinkan, Inc.
- Rakuten.com (formerly Buy.com)
- Rakuten ShowTime, Inc. (Japan)
- Rakuten Sociobusiness
- Rakuten Spain, SL
- Rakuten Travel, Inc.
- ReDucate
- Shareee, Inc.
- Signature Japan Co., Ltd.
- Slice Technologies, Inc.
- Spotlight
- Taiwan Rakuten Ichiba, Inc.
- TARAD Dot Com Co., Ltd.
- TicketStar Inc.
- Viber
- Viki
- Voyagin Co. Ltd.
- Webgistix
- World Travel System
- Wuaki.tv

## Chỉ trích
Vào tháng 3 năm 2014, Cơ quan điều tra môi trường (EIA) có trụ sở tại Vương quốc Anh đã gọi công ty là "nhà bán lẻ trực tuyến lớn nhất thế giới về thịt cá voi và ngà voi", với chủ ý kêu gọi công ty dừng kinh doanh các mặt hàng này. Vào tháng 4 năm 2014, Rakuten tuyên bố chấm dứt các việc bán hàng trực tuyến thịt cá voi và cá heo vào cuối tháng. Vào tháng 7 năm 2017, Rakuten chính thức cấm bán ngà voi trên các trang web của công ty.